# Fdd-Konvergenz
Die fdd-Konvergenz ist eine spezielle Konvergenzart in der Wahrscheinlichkeitstheorie für die Verteilungen von Zufallsvariablen oder für Wahrscheinlichkeitsmaße. Bei ihr handelt es sich um eine Abschwächung der Konvergenz in Verteilung speziell für Zufallsvariablen, die als Werte stetige Funktionen annehmen. Dabei wird die Konvergenz über die Konvergenz der endlichdimensionalen Verteilungen definiert (fdd steht für englisch finite-dimensional distributions, deutsch endlichdimensionale Verteilungen).
Anwendung findet die fdd-Konvergenz beispielsweise bei funktionalen zentralen Grenzwertsätzen wie dem Donsker’schen Invarianzprinzip.

## Definition
Seien {\displaystyle X,X^{n}} für {\displaystyle n\in \mathbb {N} } stetige stochastische Prozesse bzw. Zufallsvariablen mit Werten in {\displaystyle C([0,\infty ))}, dem Raum der stetigen Funktionen auf den positiven reellen Zahlen.
Es bezeichne {\displaystyle Y_{k}} die k-te Komponente der Zufallsvariable {\displaystyle Y}.
Dann konvergieren die endlichdimensionalen Verteilungen der {\displaystyle X^{n}} gegen {\displaystyle X}, wenn für alle {\displaystyle k\in \mathbb {N} } und alle {\displaystyle t_{1},t_{2},\dots ,t_{k}} aus {\displaystyle [0,\infty )} gilt, dass
{\displaystyle (X_{t_{1}}^{n},X_{t_{2}}^{n},\dots ,X_{t_{k}}^{n})} in Verteilung gegen {\displaystyle (X_{t_{1}},X_{t_{2}},\dots ,X_{t_{k}})} konvergiert.
Dies wird als {\displaystyle X^{n}{\xrightarrow[{fdd}]{n\to \infty }}X} oder als {\displaystyle P_{X^{n}}{\xrightarrow[{fdd}]{n\to \infty }}P_{X}} notiert.

## Eigenschaften
Die fdd-Konvergenz ist eindeutig, das heißt, ist
{\displaystyle P_{X^{n}}{\xrightarrow[{fdd}]{n\to \infty }}P_{X}} und {\displaystyle P_{X^{n}}{\xrightarrow[{fdd}]{n\to \infty }}P_{Y}}, so ist {\displaystyle P_{X}=P_{Y}}.
Dies folgt direkt aus dem Erweiterungssatz von Kolmogorov, da die Randverteilungen eines Wahrscheinlichkeitsmaßes das Maß eindeutig bestimmen.
Außerdem ist die fdd-Konvergenz schwächer als die schwache Konvergenz/Konvergenz in Verteilung. Das bedeutet, dass aus der schwachen Konvergenz immer die fdd-Konvergenz folgt, der Umkehrschluss gilt aber im Allgemeinen nur, wenn man zusätzlich noch die Straffheit der Folge voraussetzt.